# El último día de nuestras vidas
«El último día de nuestras vidas» (estilizado como EUDDNV) es una canción del cantante y actor español Dani Martín, publicado a través de Sony Music el 3 de septiembre de 2024 como sencillo del mismo nombre de su álbum.

## Antecedentes y composición
Dani Martín compuso la canción junto a Paco Salazar, Carlos Vera, Nacho Jara y Miguel Lamas. Unos meses después, publicó en sus perfiles de redes sociales que la canción se lanzaría como sencillo original el 3 de septiembre de 2024 y el álbum el 29 de noviembre de 2024.

## Videoclip
El videoclip fue lanzado en el mismo día de la canción.Aparece Dani Martín tocando con sus amigos en un grupo y recordando los sitios que estuvo y lo que hizo ayer.

## Posicionamiento en listas
| Listas                                | Mejor posición |
| ------------------------------------- | -------------- |
| España PROMUSICAE (Top 100 Canciones) | 89             |
| España (PROMUSICAE)                   | 49             |
| España PROMUSICAE (Top 50 Radios)     | 18             |